# Aśoka Wielki (film)
Treść tego artykułu może nie być zgodna z zasadami neutralnego punktu widzenia.
Dokładniejsze informacje o tym, co należy poprawić, być może znajdują się w dyskusji tego artykułu.
 Po wyeliminowaniu niedoskonałości należy usunąć szablon [[Szablon:Dopracować|]] z tego artykułu.
Aśoka Wielki (Asioka Wielki) (niem tytuł "Asoka- Der Weg des Kriegers", ang. "Ashoka the Great") – bollywoodzki dramat historyczny w reżyserii Santosha Sivana z 2001 roku. Jest to w znacznej mierze fikcyjna wersja biografii Aśoki, władcy indyjskiego imperium Maurjów z III wieku p.n.e.
To film o przemianie człowieka, o jego radosnym otwieraniu się na świat i ludzi pod wpływem miłości, a później o jego zgorzknieniu i stawaniu się bezwzględnym i bezlitosnym pod wpływem straty tej miłości i wreszcie o przemianie duchowej pod wpływem skruchy. Cesarz Aśoka uświadomiwszy sobie po wygranej bitwie ogrom bólu, do którego się przyczynił z krwawego tyrana staje się głosicielem postawy ahimsa, wyboru życia bez przemocy i piewcą buddyzmu. Ta ostatnia przemiana prawdziwego cesarza Aśoki istotna dla Indii i rozwoju buddyzmu w kraju została w filmie wyraźnie zasygnalizowana.

## O twórcach filmu
Niekomercyjny debiut reżyserski Santosha Sivana Terrorystka z 2001 roku uznawany jest przez krytyków za jeden z najlepszych filmów współczesnych. Sam Sivan jest przede wszystkim sławnym w Indiach operatorem, twórcą takich filmów jak Dil Se. W roli tytułowej występuje najpopularniejszy aktor Bollywoodu Shah Rukh Khan znany z takich filmów jak: Żona dla zuchwałych, Gdyby jutra nie było, Czasem słońce, czasem deszcz, Devdas, Jestem przy tobie czy Veer-Zaara. Jego partnerką jest Kareena Kapoor.

## Opis
Trzy stulecia przed narodzinami Chrystusa król Magadhy zbliża się do śmierci. Jego synowie zaczynają walczyć ze sobą o tron. Jeden z nich – Susima – próbuje zabić wsławionego na polach bitew przyrodniego brata Aśokę (Shah Rukh Khan). Matka Aśoki nie chcąc przelewu bratniej krwi nakłada na siebie ślub milczenia. Przymusza tym syna do szukania ratunku w ucieczce. Aśoka odchodzi przedstawiając się w drodze jako prosty żołnierz armii Magadhy – Pawan (w hindi wiatr). Przywędrowawszy do Kalingi (dzisiejszej Orisy) Aśoka spotyka księżniczkę Kaurwaki (Kareena Kapoor) i jej braciszka, następcę tronu Kalingi - małego Aryę. Oni także błąkają się jako uchodźcy. Uciekają od śmierci, która zagraża im na dworze królewskim. Obrona Kaurwaki przed atakami nasłanych zabójców, pocieszanie jej w smutku, gdy okazuje się, że jest adoptowaną córką, budzą miłość Aśoki. Zostają małżeństwem. Tuż po ślubie zostaje wezwany przez matkę do domu, a gdy wraca po żonę, nie zastaje jej. Przekonany o śmierci Kaurwaki Aśoka zamyka się w sobie, gorzknieje i przemienia w okrutnego tyrana. Pustkę po utraconej miłości wypełnia mu gniew. Zdobywa tron, zabijając swoich braci, ale to mu nie wystarcza. Żal przemieniony w nienawiść popycha go do poszerzania ogniem i mieczem swojego królestwa. Miecz Aśoki wciąż spływa krwią. Kolejny raz kieruje go on ku królestwu Kalingi. Aśoka nie jest świadom, że księżniczka Kaurwaki żyje i będzie bronić swojego kraju ...

## Tło filmu
Aśoka stworzył imperium na krwi podbitych. Nazywali go „Amitraghata" - rzeźnik dla wrogów. Mimo to uchodzi on w Indiach za bohatera. Powodem tego jest fakt, że po zwycięskiej wojnie, w której zginęło ponad 100 tysięcy ludzi, uświadomił sobie grozę zadawanej śmierci. Poczuł lęk przed własnym okrucieństwem. Doświadczył też skruchy i potem do śmierci nawrócony na buddyzm fundamentem swego królestwa uczynił życie bez przemocy poszerzając wpływ buddyzmu w Indiach i w innych krajach od pobliskiej Sri Lanki i innych krajów Azji po ówczesną Macedonię. W całym kraju stawiał do dziś istniejące kolumny z zapisanymi na nich edyktami. Na jednej z nich wyrył w kamieniu ponad 2 tysiące lat temu, że zwycięstwo militarne nie ma sensu, liczy się tylko zwycięstwo ducha. Na każdej głosił ideę dharmy – sprawiedliwości i prawdy w stosunkach między ludźmi uznających niezależność drugiego człowieka i zasadę ahimsy – niestosowania przemocy, w oparciu o którą Gandhi uzyskał w 1947 roku wolność dla Indii. Koło Aśoki jest dziś symbolem Republiki Indii i znajduje się na fladze Indii.

## Obsada
- Shah Rukh Khan jako Aśoka
- Kareena Kapoor jako Kaurwaki
- Ajith Kumar jako Susima
- Danny Denzongpa jako Virat
- Rahul Dev jako Bheema
- Hrishitaa Bhatt jako Devi
- Vineet Sharma jako Sugatra
- Umesh Mehra jako Imperator Chadragupta
- Suresh Oberoi – głos w prologu
- Johnny Lever jako żołnierz Magadhy
- Gerson Da Cunha jako król Bindusara
- Suraj Balaje jako Arya
- Madhu jako Vitasoka
- Anjan Ghosh jako generał
- C.L. Gurnani jako Pandit
- Subhashini Ali jako Dharma
- Mehmood Khan jako członek Senatu
- Ashok Mapara jako zabójca w klasztorze
- Yogesh Sharma jako farmer
- Bahadur jako mnich
- Darshan Kumar jako członek Senatu
- Vivek Sharma jako Sugidha
- Shilpa Mehta jako królowa

## Muzyka i piosenki
Muzykę do filmu skomponował Anu Malik, nagrodzony za muzykę do takich filmów jak Baazigar (1993) i Jestem przy tobie. Piosenki śpiewa Alka Yagnik, K.S. Chitra, Abhijeet i inni:
- Aa Tayar Hoja
- San Sana
- Roshni Se
- Raat Ka Nasha
- Dekha Hai
- O Re Kanchi

## Nagrody i nominacje

### Nominacje iNagrody Filmfare
- Nagroda Filmfare za najlepsze zdjęcia Santosh Sivan
- nominacja do Nagrody Fimfare za Najlepszy Film
- nominacja do Nagrody Fimfare dla Najlepszego Reżysera: Santosh Sivan
- nominacja do Nagrody Fimfare dla Najlepszej Aktorki: Kareena Kapoor

### Nominacje do Nagrody Screen Weekly Awards
- nominacja do Nagrody Screen Weekly Awards za najlepszą akcję: Shyam Kaushal)
- nominacja do Nagrody Screen Weekly Awards za najlepsze zdjęcia: Santosh Sivan
- nominacja do Nagrody Screen Weekly Awards za najlepszy tekst piosenki „Sansanana": Anand Bakshi
- nominacja do Nagrody Screen Weekly Awards dla najlepszej wokalistki: Alka Yagnik za piosenkę „Sansanana"
- nominacja do Nagrody Screen Weekly Awards za najlepszy debiut: Hrishitaa Bhatt

### Zee Cine Awards
- za najlepszy debiut: Hrishitaa Bhatt
- za najlepszy film: producenci Shah Rukh Khan i Juhi Chawla
- za najlepszą muzykę: Anu Malik
- dla najlepszej wokalistki: K.S. Chitra za piosenkę „Raat Ka Nasha".
- za najlepszy tekst piosenki: Sampooran Singh Gulzar za piosenkę „Roshni Se".
- dla najlepszego wokalisty: Abhijeet za piosenkę „Roshni Se".
- dla najlepszego odtwórcy roli negatywnej Ajith Kumar

### Inne nagrody
- International Indian film Academy – nagroda za najlepsze zdjęcia: Santosh Sivan
- Planet Bollywood Nagroda publiczności (przez internet) dla najlepszego aktora: Shah Rukh Khan
- AIFA 2001 Nagroda Krytyków dla najlepszego aktora: Shah Rukh Khan